# Gorčince
Gorčince (cyr. Горчинце) – wieś w Serbii, w okręgu pirockim, w gminie Babušnica. W 2011 roku liczyła 420 mieszkańców.